# Tolbooth Steeple (Glasgow)

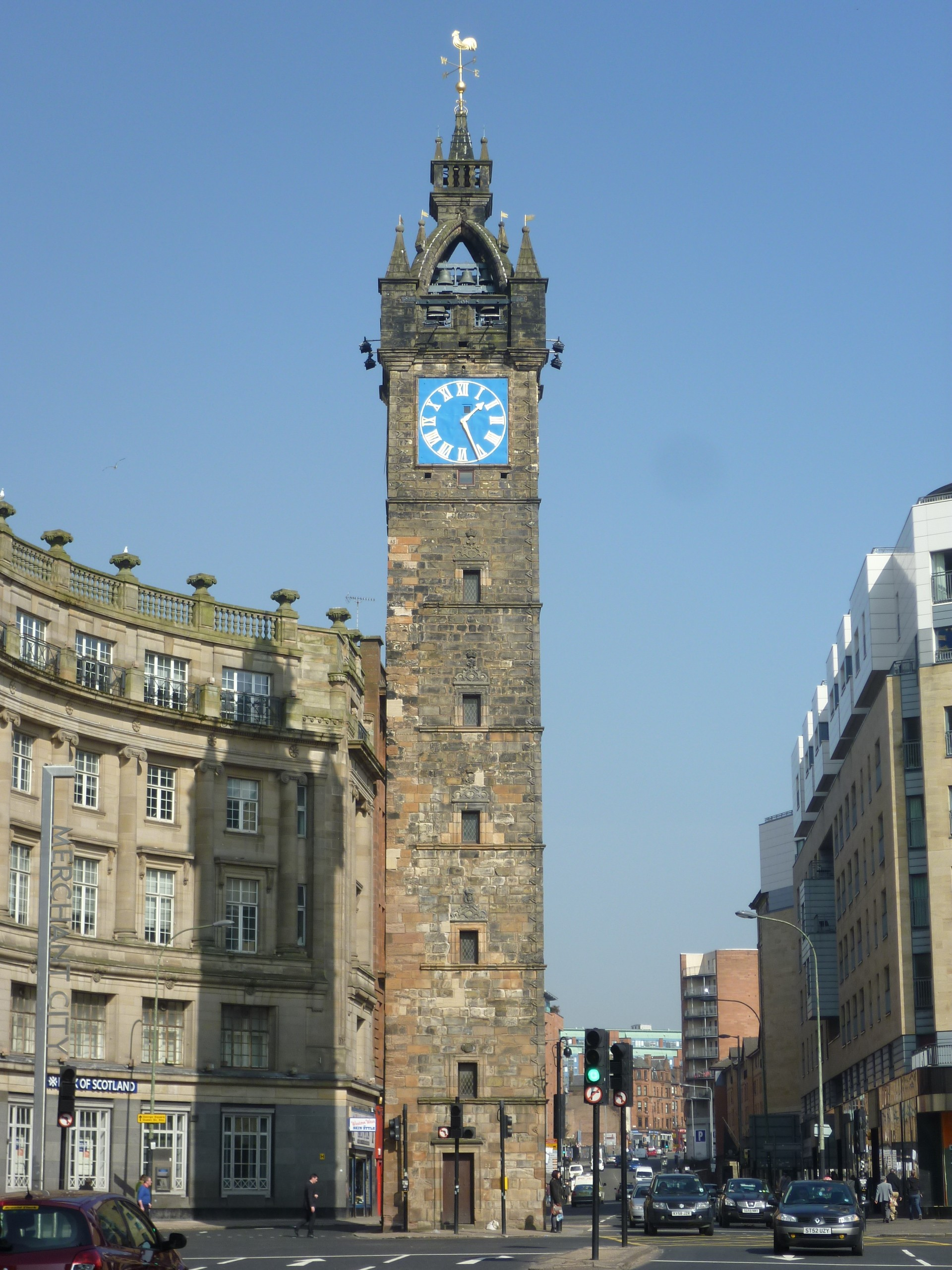
Tolbooth Steeple

Der Tolbooth Steeple ist der Turm der ehemaligen Tolbooth der schottischen Stadt Glasgow. 1966 wurde das Bauwerk als Einzeldenkmal in die schottischen Denkmallisten in der höchsten Denkmalkategorie A aufgenommen. Eine ehemalige zusätzliche Einstufung als Scheduled Monument wurde 1998 aufgehoben.

## Geschichte
Im Jahre 1626 wurde der Bau einer neuen Tolbooth begonnen. Hierzu wurde die spätmittelalterliche Tolbooth am selben Standort abgebrochen. Den bis 1634 andauernden Bau leitete der Steinmetz John Boyd. Die Tolbooth wurde bis 1814 ihrer Bestimmung gemäß genutzt und dann geräumt. Im Jahre 1842 wurde das Gebäude modernisiert. 1921 wurde das Bauwerk mit Ausnahme des Turmes abgebrochen.

## Beschreibung
Der Turm steht auf einer Verkehrsinsel inmitten der High Street am Glasgow Cross östlich des Stadtzentrums. Die Tolbooth schloss sich einst an der Westseite an. Der siebenstöckige Turm schließt mit einer offenen Krone mit Laterne und vergoldeter Wetterfahne. Schlichte Gurtgesimse gliedern die Fassade horizontal. Mit Ausnahme der Westseite sind alle Stockwerke allseitig mit Fenstern ausgestaltet. Die reliefiert eingefassten Türen im Erdgeschoss stammen aus dem 20. Jahrhundert. Im obersten Geschoss sind allseitig Turmuhren eingelassen. Darüber kragt eine umlaufende Brüstung mit Ecktürmchen aus.